# HMS Stirling Castle (M01)
HMS Stirling Castle (M01) je podpůrná loď britského královského námořnictva pro minolovné operace. Slouží jako mateřská loď pro dálkově ovládané hladinové a podmořské drony sloužící pro vyhledávání, identifikaci a likvidaci min.
Roku 2013 bylo dokončeno jako civilní podpůrná loď MV Island Crown, kterou v letech 2013–2023 provozovala společnost Island Offshore Management. Roku 2023 byla zakoupena britským ministerstvem obrany a upravena pro vojenskou službu. Roku 2024 byla zařazena do Royal Fleet Auxiliary (RFA), pomocné složky britského královského námořnictva, jako RFA Stirling Castle (M01). Provoz plavidla však komplikoval nedostatek personálu v RFA, proto bylo plavidlo roku 2025 převedeno přímo do královského námořnictva.

## Stavba
Civilní plavidlo Island Crown postavila společnost VARD (součást koncernu Fincantieri) ve své rumunské pobočné loděnici VARD Brăila v Brăile. Dokončila jej norská pobočná loděnice VARD Brevik v Porsgrunnu v červnu 2013. Navrženo bylo na základě typu Rolls-Royce UT 776 CD. Sloužilo k logistické a technické podpoře infrastruktury pro těžbu ropy a plynu a větrných elektráren. V roce 2023 britské ministerstvo obrany plavidlo zakoupilo od norské společnosti Island Offshore Management v rámci programu Mine Hunting Capability (MHC) za čtyřicet milionů liber s cílem upravit je na mateřskou loď pro odminovací drony. Předávací plavba proběhla v lednu 2023. Z norského Ulsteinviku plavidlo připlulo 29. ledna 2023 na britskou základnu HMNB Devonport, která byla upravena pro službu v námořnictvu. Druhý den plavidlo oficiálně změnilo majitele. Následně bylo přejmenováno na Stirling Castle s trupovým číslem M01. V prosinci 2023 bylo plavidlo dodáno britským zbrojním úřadem Defence Equipment & Support a 11. dubna 2024 bylo v Edinburghu uvedeno do služby v RFA.

## Konstrukce
Plavidlo pojme až sto osob. Většinu ubikací tvoří kajuty pro dvě osoby vybavené sprchou a toaletou. Na palubě je rovněž sauna, což je časté u plavidel sloužících ve Skandinávii. Je vybaveno lehkou přistávací plochou pro vrtulník, rozměrnou pracovní palubou chráněnou zvýšenými bočnicemi, jeřábem s nosností deset tun a podmořskými drony. Pohonný systém je diesel-elektrický. Čtyři dieselgenerátory dodávají energii pro dva plně otočné azipody na zádi, další zatažitelnou jednotku v přídi a dvě příďová dokormidlovací zařízení.
Pro službu v RFA plavidlo prodělalo jen minimální úpravy, spočívající zejména v instalaci nových komunikačních systémů. Odstraněno bude vybavení související s podporou těžařské infrastruktury. Kvůli finanční úspoře si prvních několik let ponechá původní zbarvení. Pracovní paluba bude využívána pro uložení plavidel a dronů.

## Operační služba

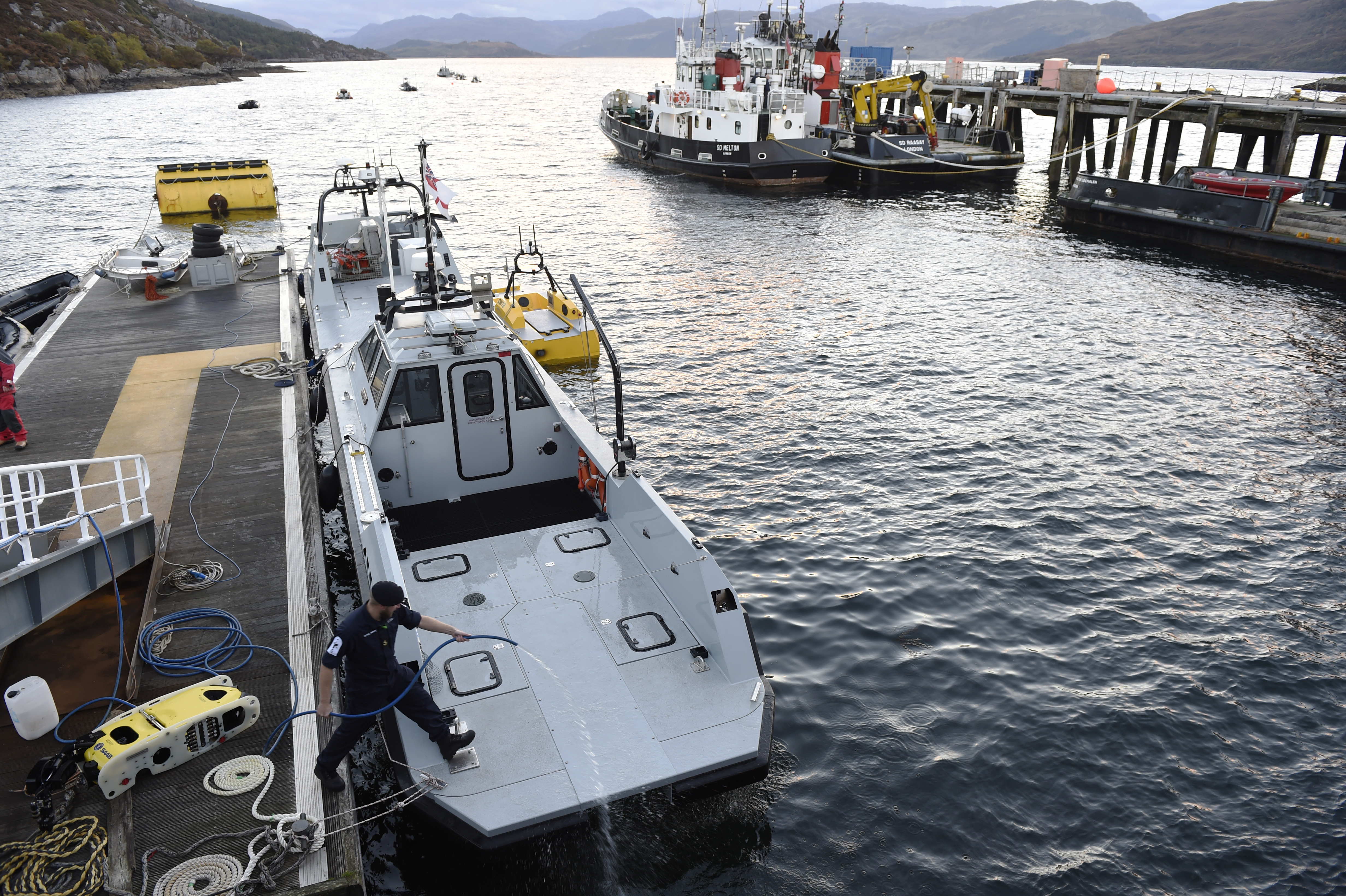
RNMB Hazard (vlevo)

Po přijetí do služby bude hlavní základnou plavidla HMNB Clyde. Bude spolupracovat s jednotkou First Mine Countermeasures Squadron (MCM1), která s drony pracuje s rámci operace Wilton. V červnu 2023 v Portlandu proběhly úvodní zkoušky motorových člunů RNMB Apollo, RNMB Hydra a RNMB Hazard. Následně se plavidlo přesunulo do Devonportu, aby pokračovalo ve výcviku Fleet Operational Standards and Training (FOST).
Hlavně kvůli nedostatku posádky byl Stirling Castle od října 2024 neaktivní a od prosince 2024 byl uložen v doku West Float v Birkenheadu v hrabství Merseyside. Server Navy Lookout to komentoval: Je určitou ironií, že první plavidlo získané na podporu bezpilotních systémů zůstalo mimo provoz kvůli nedostatku lidí. V květnu 2025 bylo oznámeno, že plavidlo bude převedeno do britského námořnictva a dále bude sloužit jako HMS Stirling Castle. Dne 21. července 2025 královské námořnictvo převzalo plavidlo Stirling Castle v Birkenheadu. Prefix ve jméně plavidla se proto změnil z RFA a HMS. Domovskou základnou plavidla bude HMNB Portsmouth.